# NATOコードネームの一覧 (ミサイル)
これは、ミサイルのNATOコードネームの一覧である。

## 空対空ミサイル
英語で空対空ミサイルを意味する「air-to-air missile」（AAM）に合わせて、型番は「AA」に統一されている。個々のミサイルのニックネームの頭文字は「A」で統一されている。
ロシアの制式記号ではロケット（ロシア語でミサイルのこと）を意味する「Ракета」の頭文字である「Р」であらわされる。
- AA-1 Alkali（） - K-5（英語版）
- AA-2
  - AA-2A/B Atoll（）[2] - R-3
  - AA-2C/D (AA-2-2) Advanced Atoll（） - R-13
- AA-3
  - Anab（） - R-8
  - Advanced Anab（） - R-98
- AA-4 Awl（）[3] - K-9（英語版）
- AA-5 Ash（）[4] - R-4（英語版）
- AA-6 Acrid（）[5] - R-40
- AA-7 Apex（）[6] - R-23、R-24
- AA-8 Aphid（）[7] - R-60
- AA-9 Amos（）[8] - R-33
- AA-10 Alamo（）[9] - R-27
- AA-11 Archer（）[10] - R-73
- AA-12 Adder（）[11] - R-77/RVV-AE
- AA-13 Arrow（）[12]
  - AA-X-13 - R-37
  - AA-13 - R-37M

## 空対地ミサイル
英語で空対地ミサイルを意味する「air-to-surface missile」（ASM）に合わせて、型番は「AS」に統一されている。個々のミサイルのニックネームの頭文字は「K」で統一されている。ソ連の制式名を併記した。ただし、ソ連 / ロシアの制式記号はキリル文字の Х であり、これは Kh や Ch あるいは H とラテン文字化された。また、「ミサイル + 航空機」が K で表されることもある。例えば、Kh-22（ミサイル）と航空機とのセットは、 K-22 と呼ばれる。
戦術用の対地ミサイルと戦略用の核弾頭を積んだ空中発射の巡航ミサイルが含まれる。
- AS-1 Kennel（） - KS-1 Komet（英語版）
- AS-2 Kipper（） - K-10S（英語版）
- AS-3 Kangaroo（） - Kh-20
- AS-4 Kitchen（） - Kh-22
- AS-5 Kelt（） - KSR-2 (ソ連)（英語版）
- AS-6 Kingfish（） - KSR-5（英語版）
- AS-7 Kerry（） - Kh-23
- AS-8（ニックネーム無し）→AT-6 Spiral（） に変更
- AS-9 Kyle（） - Kh-28（英語版）
- AS-10 Karen（） - Kh-25
- AS-11 Kilter（） - Kh-58
- AS-12 Kegler（） - Kh-25
- AS-13 Kingbolt（） - Kh-59
- AS-14 Kedge（） - Kh-29
- AS-15 Kent（） - Kh-55
- AS-16 Kickback（） - Kh-15（英語版）
- AS-17 Krypton（） - Kh-31
- AS-18 Kazoo（） - Kh-59
- AS-X-19 Koala（） - Kh-80（英語版）
- AS-20 Kayak（） - Kh-35
- AS-X-21
- AS-X-22

## 地対空ミサイル
英語で地対空ミサイルを意味する「surface-to-air missile」（SAM）に合わせて、型番は「SA」に統一されている。個々のミサイルのニックネームの頭文字は「G」で統一されている。カッコ内はロシア語の名称。陸上配備の対空ミサイル、携帯型対空ミサイルと、対弾道弾迎撃ミサイルが含まれる。DoD番号では艦載の対空ミサイルはSA-N-xxで示し、陸上配備のミサイルと分けている。旧ソ連では陸上配備のミサイルを艦載に手直ししたり、その逆を行ったりといった事が多いため、DoD番号が異なっても実際には同じミサイルである事がある。この場合はNATOではコードネームを別にしていない。従って9K33(発射機を含むシステムのソ連工業番号)、9M33(ミサイル単独のソ連工業番号)、Osa-M(ソ連海軍名称)、Osa(ソ連陸軍名称)、SA-8(陸上配備ミサイルのDoD番号)、SA-N-4(艦載ミサイルのDoD番号、Gecko(NATOコードネーム)のような表記全てが一つのミサイルに対して出現することとなる。

### SA シリーズ
- SA-1 Guild（） （Berkut）
- SA-2 Guideline（）（S-75）
- SA-3 Goa（）（Neva）
- SA-4 Ganef（）（Krug）
- SA-5 Gammon（）（S-200）
- SA-6 Gainful（）（ZRK-SD Kub, Kvadrat)
- SA-7 Grail（グレイル） (Strela-2）
- SA-8 Gecko（）（Osa）
- SA-9 Gaskin（）（Strela-1）
- SA-10 Grumble（）（S-300PMU）
- SA-11 Gadfly（）（Buk-M）
- SA-12（S-300V）
  - SA-12a Gladiator（）
  - SA-12b Giant（）
- SA-13 Gopher（）（ZRK-BD Strela-10）
- SA-14 Gremlin（）（Strela-3）
- SA-15 Gauntlet（） (Tor）
- SA-16 Gimlet（）（Igla-1）
- SA-17 Grizzly（）（Buk M1-2）
- SA-18 Grouse（）（Igla）
- SA-19 Grisom（） (Tunguska）
- SA-20 Gargoyle（） (Triumf）
- SA-21 Growler（） (Triumph）

### SA-N シリーズ
ここではオリジナルで開発された物のみを挙げる。
- SA-N-3 Goblet（） （Shtorm）

## 弾道弾迎撃ミサイル
英語で弾道弾迎撃ミサイルを意味する「anti-ballistic missile」に合わせて、型番は「ABM」に統一されている。
個々のミサイルのニックネームの頭文字は地対空ミサイルと同じく「G」で統一されている。
- ABM-1 Galosh（）
- ABM-2
- ABM-3（英語版） Gazelle（）
- ABM-4（英語版） Gorgon（）

## 地対地ミサイル / 艦対艦ミサイル
英語で地対地ミサイルを意味する「surface-to-surface missile」に合わせて、型番は「SS」に統一されている。
個々のミサイルのニックネームの頭文字は「S」で統一されている。

### SS シリーズ
陸上配備の弾道ミサイルで大陸間弾道弾から戦術ミサイルまでが含まれる。
- SS-1
  - SS-1A Scunner
  - SS-1B Scud A（）
  - SS-1C Scud B（）
  - SS-1D Scud C（）
  - SS-1E Scud D（）
- SS-2 Sibling（）[13]
- SS-3 Shyster（）
- SS-4 Sandal（）
- SS-5 Skean（）
- SS-6 Sapwood（）
- SS-7 Saddler（）
- SS-8 Sasin
- SS-9 Scarp
- SS-X-10 Scrag
- SS-11 Sego
- SS-12
  - SS-12 Scaleboard-A（）
  - SS-12M Scaleboard-B（）
- SS-13 Savage（）
- SS-X-14 Scapegoat（）、Scamp（）
- SS-X-15 Scrooge
- SS-16 Sinner
- SS-17 Spanker（）
- SS-18 Satan（）
- SS-19 Stiletto
- SS-20 Saber（）
- SS-21 Scarab（）
- SS-22（ニックネーム無し）→ SS-12B Scaleboard（） に変更
- SS-23 Spider（）
- SS-24 Scalpel
- SS-25 Sickle（）
- SS-26 Stone（）
- SS-27 Sickle（）
- SS-X-28 Saber（）

### SS-N シリーズ（SSNaval）
Nは naval（海軍の）を意味する。艦艇や潜水艦発射型のミサイルのこと。潜水艦発射弾道ミサイル、戦略用巡航ミサイルと対艦ミサイル/対潜ミサイルが含まれる。
- SS-N-1 Scrubber（）
- SS-N-2 Styx（）
- SS-N-3
  - SS-N-3A/C Shaddock（）
  - SS-N-3B Sepal（）
- SS-N-4 Sark（）
- SS-N-5 Serb（）
- SS-N-6 Serb（）
- SS-N-7 Starbright（）
- SS-N-8 Sawfly（）
- SS-N-9 Siren（）
- SS-N-10 クレスタⅡ型やクリヴァク型の4連装ランチャーに搭載されているとされた対艦ミサイル。SS-N-14の誤認。
- SS-N-11 オーサⅡ型の円筒形ランチャーに搭載されているとされた対艦ミサイル。SS-N-2の誤認。
- SS-N-12 Sandbox（）
- SS-NX-13（ニックネーム無し）
- SS-N-14 Silex（）
- SS-N-15 Starfish（）
- SS-N-16 Stallion（）
- SS-N-17 Snipe（）
- SS-N-18 Stingray（）
- SS-N-19 Shipwreck（）
- SS-N-20 Sturgeon（）
- SS-N-21 Sampson（）
- SS-N-22 Sunburn（）
- SS-N-23 Skiff（）
- SS-N-24 Scorpion（）
- SS-N-25 Switchblade（）
- SS-N-26 Strobile（ストロウバイル）
- SS-N-27 Sizzler（）
- SS-N-28
- SS-N-29
- SS-NX-30

### SSC シリーズ（SSCoastal）
Cは Coastal（沿岸）を意味する。地上発射型の対艦ミサイルのこと。
- SSC-1
  - SSC-1A Shaddock（）
  - SSC-1B Sepal（）
- SSC-2
  - SSC-2A Salish（）
  - SSC-2B Samlet（）
- SSC-3 Styx（）
- SSC-X-4 Slingshot（）
- SSC-5 Stooge（）
- SSC-6 Sennight（）

## 対戦車ミサイル
英語で対戦車ミサイルを意味する「anti-tank missile」に合わせて、型番は「AT」に統一されている。
個々のミサイルのニックネームの頭文字は「S」で統一されている。
- AT-1 Snapper（）（Shmel）
- AT-2 Swatter（）（Falanga）
- AT-3 Sagger（）（alyutka）
- AT-4 Spigot（）（Fagot）
- AT-5 Spandrel（）（Konkurs-M）
- AT-6 Spiral（）（Shturm）
- AT-7 Saxhorn（）（Metis）
- AT-8 Songster（）（Kobra）
- AT-9 Spiral-2（） (Ataka)
- AT-10 Stabber（）（Bastion）
- AT-11 Sniper（）（Svir／Refleks）
- AT-12 Swinger（）（Sheksna）
- AT-13 Saxhorn-2（）(Metis-M)
- AT-14 Spriggan（） (Kornet)
- AT-15 Springer（） (Khrizantema)
- AT-16 Scallion（） (Vikhr)